# Symmetrischema solani
Symmetrischema solani is een vlinder uit de familie van de tastermotten (Gelechiidae). De wetenschappelijke naam van de soort is voor het eerst geldig gepubliceerd door Berg.